# Поданев, Егор Фёдорович
Егор Фёдорович Поданев (11 февраля 1925, с. Нижняя Покровка, Воронежская губерния — 1 февраля 1945) — Гвардии старший сержант Рабоче-крестьянской Красной Армии, участник Великой Отечественной войн, Герой Советского Союза (1945).

## Биография
Егор Поданев родился в 1925 году в селе Нижняя Покровка (ныне — Красногвардейский район Белгородской области). После окончания семи классов школы работал в колхозе. В феврале 1943 года Поданев был призван на службу в Рабоче-крестьянскую Красную Армию. С февраля 1944 года — на фронтах Великой Отечественной войны.
К январю 1945 года гвардии старший сержант Егор Поданев был механиком-водителем танка 50-й гвардейской танковой бригады (9-го гвардейского танкового корпуса, 2-й гвардейской танковой армии, 1-го Белорусского фронта). Отличился во время освобождения Польши. Экипаж Поданева участвовал в боях за освобождение городов Жирардув и Сохачев, уничтожив 4 танка и 11 артиллерийских орудий, а также большое количество огневых точек противника. 1 февраля 1945 года Поданев погиб в бою. Похоронен в польском городе Старгард-Щециньски.

## Награды
Указом Президиума Верховного Совета СССР от 27 февраля 1945 года гвардии старший сержант Егор Поданев посмертно был удостоен высокого звания Героя Советского Союза. Также был награждён орденами Ленина, Красного Знамени, Красной Звезды и Славы 3-й степени.

## Память
В селе Нижняя Покровка Красногвардейского района Белгородской области установлен бюст Герою. 